# Чокгьюр Лингпа

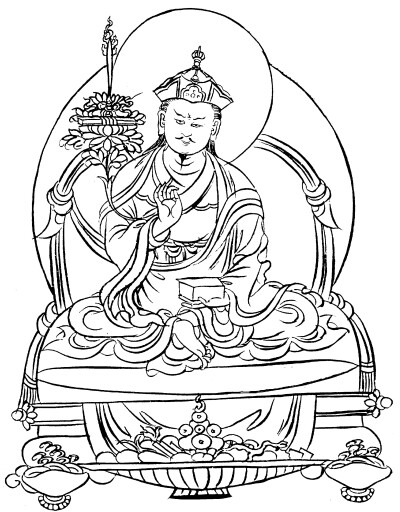
Чокгьюр Дечен Лингпа

Великий Тертон Чокгьюр Дечен Лингпа (англ. Chokgyur Dechen Lingpa) (1829—1870) — один из главных тертонов всей истории Тибета, считается реинкарнацией Муруба Цепо, сына царя Трисонга Децэна. Выдающийся представитель экуменического движения риме.

## Биография
Родился в Нангчене (провинция Кам) 10 августа 1829 года. Его отцом был Мастер Пема Вангчук, а матерью Церинг Янгцо. Родители дали ему имя Норбу Тендзин, которое означает «Драгоценный Держатель Учения». Согласно тибетским поверьям, при рождении Чокгьюр Лингпа в год Быка должны были появиться чудесные знамения, однако этого не произошло.
Когда Чокгьюр Лингпа был мальчиком, он пас скот. Однажды он встретил ламу, одетого как индийский нищенствующий монах (атсара). Атсара спросил у него, как его зовут. Тот ответил: «Норбу Тендзин». Затем атсара поинтересовался, как называется место, где они находятся. Чокгьюр Лингпа ответил: «Маника». Атсара задал третий вопрос: «Как называется эта долина?». Когда Чокгьюр Лингпа сообщил, что долина называется «Арья Нанг», то нищий сказал: «Это очень хороший знак. Ты получишь широкую известность в этом мире». Тибетцы верят, что под видом нищего тогда явился Гуру Ринпоче (Падмасамбхава).
Чокгьюр Лингпа получил множество передач, посвящений и тайных наставлений разных традиций у тибетских Учителей, в том числе, у иерархов школ Карма Кагью и Друкпа Кагью. Он также изучил искусство танца, иконографию и инструментальную музыку.
Когда Чокгьюр Лингпа медленно продвигался к Бутану по совету Джамьянга Кхьенце, то его сопровождающие не подчинились ему, и ему не удалось достичь цели. Он пошел в монастырь Кармей, в монастырь Сурманг и потом в монастырь Нетен, и там заболел. Его ученики совершали множество церемоний, но он ушел утром первого дня пятого месяца. По преданию, с неба падали цветы и земля дрожала. Джамьянг Кхьенце спросили о теле. Он ответил, что оно должно быть помещено внутрь ступы, а не сжигаться. Тело Чокгьюра Лингпа было украшено короной Гуру Ринпоче и белой юбкой, которую он кидал в озеро. Одетое во все одежды, его тело было помещено в круглую часть ступы, сделанной из золота, украшенную серебром и драгоценными камнями, многие из которых были из его теров. Ступа хранилась у его трона в Кела, его главном жилище. В 1969 китайцы уничтожили её. Монахи кремировал его тело; реликвии сохранились.

## Линия перерождений
- Линия Кела Чоклинга
  - Кончок Тенпей Гьялцен
  - Мингьюр Девей Дордже
- Линия Нетен Чоклинга
  - Второй Нетен Чоклинг Нгёдон Друбпей Дордже
  - Третий Нетен Чоклинг Пема Гьюме
  - Четвёртый Нетен Чоклинг Гьюрме Дорже